# هاشم عدنان
هاشم عدنان لاعب كرة قدم كويتي، من مواليد 20 يونيو 1988، يلعب الآن مع نادي اليرموك الكويتي كلاعب وسط وقائد الفريق، تدرج هاشم في الفئات السنية ومثل جميع فرق النادي وصولا للفريق الآول في سنة 2006. شارك في كأس الأمير 52 مع نادي اليرموك الكويتي.